# Iris Lam Chen
Iris Lam Chen (San José, 22 de septiembre de 1989) es una gestora cultural y curadora china-costarricense conocida por su trabajo en gestión de proyectos relativos a las artes visuales en el Centro Cultural de España en Costa Rica, y estrategia artística en Global Metro Art (GMA), organización de la que es directora y fundadora. Su trabajo hace un énfasis en temáticas relativas al feminismo, la comunidad LGBTIQ+, la migración, estrategia, mercado artístico y alianzas interinstitucionales entre entidades públicas, privadas, independientes y académicas.

## Trayectoria y proyectos destacados
Iris Lam es la gestora cultural del Centro Cultural de España en Costa Rica, donde coordina todos los proyectos y exposiciones de artes visuales, música y artes experimentales con tecnología, entre los que destacan el programa de Residencias Artísticas Internacionales. Gran parte de su trabajo se concentra en generar alianzas y proyectos interinstitucionales de carácter público-privado, nacionales e internacionales, por ejemplo con el Museo La Neomudéjar (España), Bienal MAV (España), espacio/C (Guatemala), Quorum Laboratorio Cultural (Panamá), Museo de Arte y Diseño Contemporáneo (Costa Rica), La Revuelta (Guatemala), Plataforma Caníbal (Colombia), Ensayo y Error (El Salvador), Y.ES Contemporary, (El Salvador), Red de Arte del Centro de América (GUA), Building Bridges Art Exchange (USA), perfoREDmx (MEX), LL Proyectos (Honduras), Galería Nacional (Costa Rica), Museo Municipal de Cartago (Costa Rica), Museo de las Mujeres (Costa Rica), Mujeres Mirando Mujeres (España), entre otros.
Desde el 2018 en el Centro Cultural de España en Costa Rica ha coordinado el proyecto de Residencias Artísticas Internacionales, en los cuales se busca fortalecer la creación y producción artística contemporánea, al mismo tiempo relacionando e intercambiando a los artistas de las diferentes regiones. Entre los intercambios, realiza residencias con el Museo La Neomudéjar en España, Plataforma Caníbal en Colombia y con la Red de Centros Culturales de España en Centroamérica y Caribe. También gestiona el Programa de Experimentación en los Procesos Creativos que busca impulsar nuevas formas alternativas de investigación en diversas disciplinas artísticas, promoviendo un intercambio de conocimiento de las prácticas culturales entre regiones centroamericanas. Como parte de este programa, lidera la programación y curaduría de las exposiciones que se dan anualmente tanto en las salas del Centro Cultural de España en Costa Rica como las que se realizan internacionalmente en alianza con otras instituciones, como Reactivando Videografías junto con la Real Academia de España en Roma, muestra de videoarte de la cual es co-curadora. En la misma institución, también busca facilitar las condiciones para propiciar un acercamiento crítico a las prácticas culturales contemporáneas, fomentando la participación y generando un diálogo permanente entre creadores, investigadores culturales y la diversidad de públicos, a través del Programa de Mediación de las prácticas culturales contemporáneas.
Por su parte, en su trabajo en Global Metro Art, se encarga de la gestión, consultoría, producción y organización de proyectos culturales independientes y privados, en el que destaca su último proyecto, el Circuito Cultural de Traje Humano, declarado de interés cultural nacional en Costa Rica. Asimismo, produjo la participación costarricense en el programa de intercambios artísticos entre China, Latinoamérica y el Caribe del Ministerio de Cultura de China (2021), la Trienal Internacional de Arte Pictórico de Tijuana (2024), la Bienal de Arte Contemporáneo SACO en Chile (2021) en el Muelle Histórico de Antofagasta, en el Festival Internacional de Videoarte de Camagüey (2021) en la sede del Circuito para la Exhibición y el Desarrollo de los Nuevos Medios, el VII Festival de Arte Latinoamericano y del Caribe en China (2019) en el Museo de Arte Mundial de Beijing, la residencia artística de la 6.ª temporada de Arte Latinoamericano de Beijing (2019) en el Hanwei International Arts Center y la Emisión Oficial de Sobres y Sellos Conmemorativos del 70 Aniversario de la República de China (2019) del China Post y la Bienal Internacional de Arte de Beijing (2017) en el Museo Nacional de Arte de China.
Ha sido docente de la carrera de Gestión Cultural en la Universidad de Costa Rica con los cursos relacionados con mercadeo cultural y estrategia. Cabe destacar que es la única universidad de Latinoamérica que tiene el grado universitario de Bachillerato en gestión cultural. En la UCR también es investigadora sobre la genealogía y la migración china en Costa Rica.

## Temáticas de trabajo distintivas

### Transfeminismos y LGBTIQ+
En los diferentes proyectos gestionados por Iris el feminismo es uno de los temas recurrentes. A través de ellos, desde iniciativas independientes y principalmente con el Centro Cultural de España en Costa Rica, ha contribuido y colaborado para lograr una mayor visualización de iniciativas de distintas artistas, investigadoras e instituciones que se enfocan en temas feministas. Se destaca el dossier de entrevistas publicado en la revista cubanoamericana de arte y cultura Hypermedia Magazine en el que se entrevistan y vinculan a nueve curadoras y artistas destacadas de Latinoamérica, promoviendo su trabajo y creando relaciones interdisciplinarias. Asimismo, es socia de Mujeres Mirando Mujeres, donde artículos de abordaje de proyectos feministas fueron publicados en su edición 2021, 2022 y 2023
En el Centro Cultural de España en Costa Rica cabe mencionar la gestión y producción del Circuito de Prácticas Artísticas Feministas, iniciativa del Museo de las Mujeres y Casa Ma de Costa Rica y LL Proyectos de Honduras, con el que se busca visibilizar el trabajo de mujeres artistas, promover la inserción de mujeres en la gestión de espacios y actividades culturales y crear alianzas interinstitucionales en torno a movimientos feministas. Además de este circuito, su trabajo en las residencias artísticas y programas de formación, también es de corte feminista a través de la incorporación de estas temáticas como eje central.
En relación con esto, también en el Centro Cultural de España en Costa Rica, suele estar a cargo de los contenidos de temática LGBTIQ+. En 2021 fue la productora del podcast Quiero Queer en colaboración con el Museo de la Identidad y el Orgullo, en el que se entrevistaron 16 artistas de la comunidad LGBTIQ+ de Costa Rica para abordar sus intenciones y trasfondo de su obra así como en una segunda temporada en el 2022 con personas mayores de 50 años para explorar las experiencias socioafectivas de su juventud. En relación con esto, también en 2019 coprodujo la residencia artística Travestismos del Ayer y el Futuro junto al Centro Cultural de España en Nicaragua y Operación Queer, la primera residencia artística centroamericana que exploró la cultura drag como performance político y de género.

### Diversidad, sinología y antirracismo
Como parte del abordaje de la diversidad en pro de los derechos humanos, Iris también investiga sobre sinología desde 2012. Su proyecto “Cartografías genealógicas de la migración china en Costa Rica: Una reidentificación de la etnicidad costarricense”, investiga las interconexiones entre las familias chinas en Costa Rica para promover la eliminación de la xenofobia contra la comunidad chinodescendiente, a través de la profundización en la etnicidad costarricense por sus vínculos genealógicos con la inmigración china que data de hace más de 165 años.
Como investigadora sinológica, es parte de la Red Académica Latino Americanista Sobre Estudios Sinológicos, y colaboradora del Programa de Recuperación de la Memoria Histórica de la Migración China en Costa Rica ambas iniciativas académicas de la Universidad de Costa Rica.
Asimismo, Iris fue la curadora y productora del proyecto artístico Traje Humano, declarado de interés cultural nacional costarricense y premiado internacionalmente, que ha representado a Costa Rica en varias convocatorias internacionales y en la que se han involucrado un poco más de 30 artistas, extendido a diversas disciplinas creativas. Este proyecto es una propuesta curatorial con la artista Man Yu, en torno al concepto de las capas de existencia del ser representadas a través de la piel, que aboga por el reconocimiento del ser humano más allá de las diferencias físicas.

### Arte y estrategia
Además de su dedicación ejecutiva a la gestión cultural, Iris ha investigado sobre diversos temas relacionados al arte y estrategia de mercado, dedicando su tesis de maestría “¿Cómo está el arroz y cómo cocinar en el mercado costarricense del arte pictórico?” para analizar las dinámicas que generan la brecha existente entre la academia artística y el mercado del arte, en el contexto costarricense. Esta tesis fue dirigida por el curador en jefe del Museo de Arte y Diseño Contemporáneo y fue publicada como libro de trabajo dirigido a artistas visuales, el cual se encuentra en diferentes librerías de Costa Rica.
En torno a estos temas, Iris ha sido conferencista y facilitadora de programas de capacitación para artistas en diferentes entidades públicas y privadas, como la Universidad de Costa Rica, la Universidad Veritas, la Universidad Latinoamericana de Ciencia y Tecnología, la Casa del Artista, el Comité de Superación de la Asociación Costarricense de Artistas Visuales y el Instituto Sonorense de Cultura en México y es directora de Global Metro Art, empresa cultural dedicada a la gestión cultural estratégica.